# Jaume de Puig i Oliver
Jaume de Puig i Oliver (Cornellà del Terri, 1944) és un historiador de la teologia i filòsof català. Eiximenista.

## Biografia
És diplomat a la secció cinquena de l'École Pratique des Hautes Études de París (1977), llicenciat en filosofia per la Universitat de València (1978) i doctor en filosofia per la Universitat de Barcelona (1991). Fou secretari de direcció de les Edicions Catalanes de París (1970-1977), col·laborador i secretari de Josep Tarradellas i Joan —president de la Generalitat de Catalunya (1974-1982)— i membre de la Secretaria General de la Generalitat de Catalunya (1977-1980). Des del 1982 és membre del Patronat de l'Arxiu Montserrat Tarradellas i Macià, cap de la Secció Tècnica de Biblioteques de la Diputació de Barcelona. Va ser director de la Biblioteca de Catalunya entre 1982 i 1987, director del Palau Güell entre 1989 i 2007. Des del 2008 treballa en comissió de serveis per a l'Institut d'Estudis Catalans, del qual és membre numerari. També és vicepresident de l'Institut Ramon Muntaner.
Del 1974 al 1978 col·laborà en la revista Presència, de Girona. També ha col·laborat esporàdicament en les publicacions següents: Revista de Girona, Els Marges, La Vanguardia, El Món, Tiempo, FAD Revista trimestral del Foment de les Arts Decoratives, Revista de Catalunya, Boletín de la Sociedad Castellonense de Cultura, Anuari de la Societat Catalana de Filosofia, Analecta Sacra Tarraconensia, i amb més assiduïtat en Punt Diari, Avui, Diari de Barcelona i Revista Catalana de Teologia. També ha col·laborat en la Gran Enciclopèdia Catalana i en el Diccionari d'Història Eclesiàstica de Catalunya. És soci de l'Institut d'Estudis Gironins.

## Obra
S'ha centrat en l'estudi del pensament català de la baixa edat mitjana, ha estudiat Ramon Sibiuda, Nicolau Eimeric, Eiximenis, Bernat Metge i altres autors com Felip Ribot, als quals ha dedicat monografies o n'ha editat textos. Dedicat a l'estudi i a l'edició de textos i documents, prepara l'edició de tots els pergamins i dels cartorals de la catedral de Girona.